# Епископ средњоевропски Константин
Константин (световно Крста Ђокић; Црњелово Горње, 26. септембар 1946) умировљени је епископ средњоевропски.

## Биографија
Епископ Константин (у миру Крста Ђокић) рођен је у Горњем Црњелову у Семберији од побожних родитеља Крста и Круније, 26. септембра 1946. године. Основну школу је завршио у родном мјесту, а српску православну Богословију Св. Арсенија у Сремским Карловцима завршио је у првој послијератној генерацији 1967. Замонашио се 28. марта 1970, а Богословски факултет завршава 1974. у Београду.
Радио је као службеник и секретар Епархије зворничко-тузланске од 1. марта 1970. до 30. августа 1979, а једну годину провео је у Америци ради учења језика и даљег научног усавршавања. Од 1978. до 1982. био је предавач у Богословији Света Три Јерарха у манастиру Крки. Од 1982. па све до избора за епископа средњоевропског (1991) био је професор и главни васпитач у Богословији Светог Арсенија у Сремским Карловцима.

## Епископ
За епископа средњоевропског изабран је на редовном засједању Светог архијерејског сабора дана 23. маја 1991. године. Три дана касније одликован је достојанством архимандрита.
Хиротонију (рукоположење) за епископа извршио је патријарх српски Павле у Саборној цркви у Београду дана 21. јула 1991. уз саслуживање осам архијереја. У трон епископа средњоевропског устоличен је 1. септембра 1992. у Храму Успења Пресвете Богородице у Химелстиру, од стране епископа Лаврентија и у присуству епископа британско-скандинавског Доситеја, епископа Хризостома (Грчка црква) и принца Томислава Карађорђевића.
Свети архијерејски синод га је 14. децембра 2012. суспендовао од управљања епархијом и отворио црквеносудски поступак. Свети архијерејски сабор га је на свом редовном засједању 28. маја 2013. разријешио управљања Епархијом средњоевропском. Живи у манастиру Тавни код Бијељине.